# 鳥取県道241号名和名和停車場線
鳥取県道241号名和名和停車場線（とっとりけんどう241ごう なわなわていしゃじょうせん）は、鳥取県西伯郡大山町を通る、かつて存在した一般県道である。

## 概要
西伯郡大山町御来屋の鳥取県道269号松河原名和線交点からJR西日本山陰本線 名和駅に至る。2018年（平成30年）3月31日、鳥取県告示第220号により廃止され、大山町に移管された。

### 路線データ
- 起点：鳥取県西伯郡大山町御来屋（鳥取県道269号松河原名和線[注釈 1]交点）
- 終点：鳥取県西伯郡大山町御来屋（JR西日本山陰本線 名和駅前）

## 歴史
- 2018年（平成30年）3月31日 - 鳥取県告示第220号により廃止され、大山町に移管[2]。

## 地理

### 通過していた自治体
- 鳥取県
  - 西伯郡大山町

### 交差していた道路
| 交差していた道路          | 交差していた場所 | 交差していた場所 |
| ------------------------- | ---------------- | ---------------- |
| 鳥取県道269号松河原名和線 | 御来屋           | 起点             |
| 国道9号                   | 御来屋           | [ 注釈 2 ]       |

### 交差していた鉄道
- 山陰本線

### 沿線
- 名和神社
- JR西日本山陰本線 名和駅